# Chelemys
Chelemys é um género de roedor da família Cricetidae.

## Espécies
- Chelemys delfini Cabrera, 1905
- Chelemys macronyx (Thomas, 1894)
- Chelemys megalonyx (Waterhouse, 1845)